# Elztal
Elztal è un comune tedesco di 5 870 abitanti, situato nel land del Baden-Württemberg.